# 3.ª etapa del Tour de Francia 2021
La 3.ª etapa del Tour de Francia 2021 tuvo lugar el 28 de junio de 2021 entre Lorient y Pontivy sobre un recorrido de 182,9 km y fue ganada por el belga Tim Merlier del equipo Alpecin-Fenix. El neerlandés Mathieu van der Poel mantuvo el maillot amarillo de líder.

## Clasificación de la etapa
| Lorient - Pontivy | etapa llana | (182,9 km) |

| \| Clasificación de la etapa \| Clasificación de la etapa \| Clasificación de la etapa \| Clasificación de la etapa \| Clasificación de la etapa \| \| Ciclista \| Ciclista \| Equipo \| Tiempo \| \| \| ------------------------- \| ------------------------- \| ------------------------- \| ------------------------- \| ------------------------- \| \| 1.º \| Tim Merlier \| Alpecin-Fenix \| 4 h 01 min 28 s \| \| \| 2.º \| Jasper Philipsen \| Alpecin-Fenix \| + 0 s \| \| \| 3.º \| Nacer Bouhanni \| Arkéa-Samsic \| + 0 s \| \| \| 4.º \| Davide Ballerini \| Deceuninck-Quick Step \| + 0 s \| \| \| 5.º \| Sonny Colbrelli \| Bahrain Victorious \| + 0 s \| \| \| 6.º \| Julian Alaphilippe \| Deceuninck-Quick Step \| + 0 s \| \| \| 7.º \| Mathieu van der Poel \| Alpecin-Fenix \| + 0 s \| \| \| 8.º \| Cees Bol \| Team DSM \| + 0 s \| \| \| 9.º \| Anthony Turgis \| TotalEnergies \| + 0 s \| \| \| 10.º \| Max Walscheid \| Qhubeka NextHash \| + 0 s \| \| |                      |                       |                 |
| |                      |                       |                 |
| Fuente: ProCyclingStats |                      |                       |                 |
| Clasificación de la etapa |                      |                       |                 |
| Ciclista | Ciclista             | Equipo                | Tiempo          |
| 1.º | Tim Merlier          | Alpecin-Fenix         | 4 h 01 min 28 s |
| 2.º | Jasper Philipsen     | Alpecin-Fenix         | + 0 s           |
| 3.º | Nacer Bouhanni       | Arkéa-Samsic          | + 0 s           |
| 4.º | Davide Ballerini     | Deceuninck-Quick Step | + 0 s           |
| 5.º | Sonny Colbrelli      | Bahrain Victorious    | + 0 s           |
| 6.º | Julian Alaphilippe   | Deceuninck-Quick Step | + 0 s           |
| 7.º | Mathieu van der Poel | Alpecin-Fenix         | + 0 s           |
| 8.º | Cees Bol             | Team DSM              | + 0 s           |
| 9.º | Anthony Turgis       | TotalEnergies         | + 0 s           |
| 10.º | Max Walscheid        | Qhubeka NextHash      | + 0 s           |

## Clasificaciones al final de la etapa

### Clasificación general(Maillot Jaune)
| \| Clasificación general \| Clasificación general \| Clasificación general \| Clasificación general \| Clasificación general \| \| Ciclista \| Ciclista \| Equipo \| Tiempo \| \| \| --------------------- \| --------------------- \| --------------------- \| --------------------- \| --------------------- \| \| 1.º \| Mathieu van der Poel \| Alpecin-Fenix \| 12 h 58 min 53 s \| \| \| 2.º \| Julian Alaphilippe \| Deceuninck-Quick Step \| + 8 s \| \| \| 3.º \| Richard Carapaz \| Ineos Grenadiers \| + 31 s \| \| \| 4.º \| Wout van Aert \| Jumbo-Visma \| + 31 s \| \| \| 5.º \| Wilco Kelderman \| Bora-Hansgrohe \| + 38 s \| \| \| 6.º \| Tadej Pogačar \| UAE Team Emirates \| + 39 s \| \| \| 7.º \| Enric Mas \| Movistar Team \| + 40 s \| \| \| 8.º \| Nairo Quintana \| Arkéa-Samsic \| + 40 s \| \| \| 9.º \| Pierre Latour \| TotalEnergies \| + 45 s \| \| \| 10.º \| Sergio Higuita \| EF Education-Nippo \| + 52 s \| \| |                      |                       |                  |
| |                      |                       |                  |
| Fuente: ProCyclingStats |                      |                       |                  |
| Clasificación general |                      |                       |                  |
| Ciclista | Ciclista             | Equipo                | Tiempo           |
| 1.º | Mathieu van der Poel | Alpecin-Fenix         | 12 h 58 min 53 s |
| 2.º | Julian Alaphilippe   | Deceuninck-Quick Step | + 8 s            |
| 3.º | Richard Carapaz      | Ineos Grenadiers      | + 31 s           |
| 4.º | Wout van Aert        | Jumbo-Visma           | + 31 s           |
| 5.º | Wilco Kelderman      | Bora-Hansgrohe        | + 38 s           |
| 6.º | Tadej Pogačar        | UAE Team Emirates     | + 39 s           |
| 7.º | Enric Mas            | Movistar Team         | + 40 s           |
| 8.º | Nairo Quintana       | Arkéa-Samsic          | + 40 s           |
| 9.º | Pierre Latour        | TotalEnergies         | + 45 s           |
| 10.º | Sergio Higuita       | EF Education-Nippo    | + 52 s           |

### Clasificación por puntos(Maillot Vert)
| Clasificación por puntos | Clasificación por puntos | Clasificación por puntos | Clasificación por puntos | Clasificación por puntos |
| Ciclista                 | Ciclista                 | Equipo                   | Puntos                   |                          |
| ------------------------ | ------------------------ | ------------------------ | ------------------------ | ------------------------ |
| 1.º                      | Julian Alaphilippe       | Deceuninck-Quick Step    | 80 pts                   |                          |
| 2.º                      | Mathieu van der Poel     | Alpecin-Fenix            | 62 pts                   |                          |
| 3.º                      | Tim Merlier              | Alpecin-Fenix            | 50 pts                   |                          |
| 4.º                      | Michael Matthews         | BikeExchange             | 50 pts                   |                          |
| 5.º                      | Tadej Pogačar            | UAE Team Emirates        | 44 pts                   |                          |
| 6.º                      | Jasper Philipsen         | Alpecin-Fenix            | 41 pts                   |                          |
| 7.º                      | Primož Roglič            | Jumbo-Visma              | 40 pts                   |                          |
| 8.º                      | Caleb Ewan               | Lotto-Soudal             | 37 pts                   |                          |
| 9.º                      | Wilco Kelderman          | Bora-Hansgrohe           | 34 pts                   |                          |
| 10.º                     | Nacer Bouhanni           | Arkéa-Samsic             | 33 pts                   |                          |

### Clasificación de la montaña(Maillot à Pois Rouges)
| Clasificación de la montaña | Clasificación de la montaña | Clasificación de la montaña        | Clasificación de la montaña | Clasificación de la montaña |
| Ciclista                    | Ciclista                    | Equipo                             | Puntos                      |                             |
| --------------------------- | --------------------------- | ---------------------------------- | --------------------------- | --------------------------- |
| 1.º                         | Ide Schelling               | Bora-Hansgrohe                     | 5 pts                       |                             |
| 2.º                         | Mathieu van der Poel        | Alpecin-Fenix                      | 4 pts                       |                             |
| 3.º                         | Anthony Perez               | Cofidis                            | 3 pts                       |                             |
| 4.º                         | Julian Alaphilippe          | Deceuninck-Quick Step              | 2 pts                       |                             |
| 5.º                         | Edward Theuns               | Trek-Segafredo                     | 2 pts                       |                             |
| 6.º                         | Tadej Pogačar               | UAE Team Emirates                  | 2 pts                       |                             |
| 7.º                         | Victor Campenaerts          | Qhubeka NextHash                   | 1 pt                        |                             |
| 8.º                         | Jelle Wallays               | Cofidis                            | 1 pt                        |                             |
| 9.º                         | Danny van Poppel            | Intermarché-Wanty-Gobert Matériaux | 1 pt                        |                             |
| 10.º                        | Michael Matthews            | BikeExchange                       | 1 pt                        |                             |

### Clasificación del mejor joven(Maillot Blanc)
| Clasificación del mejor joven | Clasificación del mejor joven | Clasificación del mejor joven | Clasificación del mejor joven | Clasificación del mejor joven |
| Ciclista                      | Ciclista                      | Equipo                        | Tiempo                        |                               |
| ----------------------------- | ----------------------------- | ----------------------------- | ----------------------------- | ----------------------------- |
| 1.º                           | Tadej Pogačar                 | UAE Team Emirates             | 12 h 59 min 32 s              |                               |
| 2.º                           | Sergio Higuita                | EF Education-Nippo            | + 13 s                        |                               |
| 3.º                           | David Gaudu                   | Groupama-FDJ                  | + 13 s                        |                               |
| 4.º                           | Lucas Hamilton                | BikeExchange                  | + 1 min 03 s                  |                               |
| 5.º                           | Jonas Vingegaard              | Jumbo-Visma                   | + 1 min 08 s                  |                               |
| 6.º                           | Aurélien Paret-Peintre        | AG2R Citroën Team             | + 2 min 36 s                  |                               |
| 7.º                           | Stefan de Bod                 | Astana-Premier Tech           | + 4 min 54 s                  |                               |
| 8.º                           | Neilson Powless               | EF Education-Nippo            | + 5 min 22 s                  |                               |
| 9.º                           | Mark Donovan                  | Team DSM                      | + 5 min 34 s                  |                               |
| 10.º                          | Joris Nieuwenhuis             | Team DSM                      | + 6 min 35 s                  |                               |

### Clasificación por equipos(Classement par Équipe)
| Clasificación por equipos | Clasificación por equipos | Clasificación por equipos | Clasificación por equipos |
| Equipo                    | Equipo                    | Tiempo                    |                           |
| ------------------------- | ------------------------- | ------------------------- | ------------------------- |
| 1.º                       | Bahrain Victorious        | 38 h 59 min 09 s          |                           |
| 2.º                       | Jumbo-Visma               | + 1 min 33 s              |                           |
| 3.º                       | Trek-Segafredo            | + 1 min 43 s              |                           |
| 4.º                       | Astana-Premier Tech       | + 1 min 59 s              |                           |
| 5.º                       | EF Education-Nippo        | + 2 min 02 s              |                           |
| 6.º                       | Team BikeExchange         | + 2 min 20 s              |                           |
| 7.º                       | Ineos Grenadiers          | + 2 min 42 s              |                           |
| 8.º                       | Deceuninck-Quick Step     | + 3 min 56 s              |                           |
| 9.º                       | Movistar Team             | + 4 min 26 s              |                           |
| 10.º                      | Bora-Hansgrohe            | + 6 min 46 s              |                           |

## Abandonos
Debido a varias caídas que se produjeron durante la etapa, Robert Gesink y Jack Haig no cruzaron la línea de meta.